# Zerilli-Familie

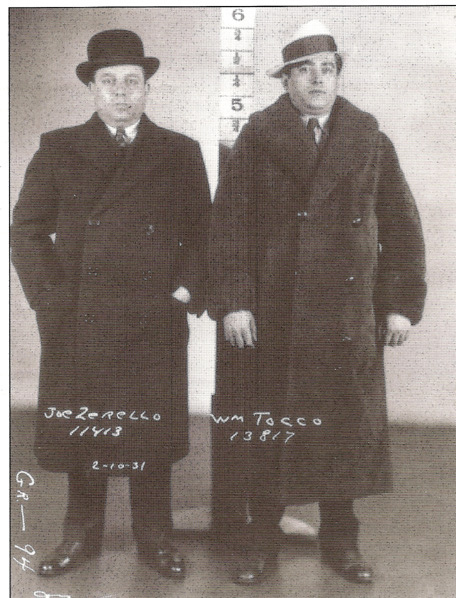
„Black Bill“ Tocco & „Joe“ Zerilli (1931)

Die Zerilli-Familie (Detroit Crime Family), auch bekannt als Detroit Partnership oder Detroit Combination, ist eine italo-amerikanische Mafiafamilie der amerikanischen Cosa Nostra mit Hauptsitz in Detroit (Michigan). Neben den Fünf Familien aus New York City und dem Chicago Outfit galt die Mafia aus Detroit als eine der mächtigsten des Landes.

## Geschichte

### Detroits erste Mafiagangs
Der erste dominierende Mafioso in der Gegend Detroits war der ältere zweier Brüder, eingewandert aus Alcamo (Sizilien) – dabei handelte es sich um Vito Adamo, zusammen mit seinem Bruder Salvatore. Sie leiteten eine Bande von Black Hand-Erpressern und Dieben und waren die ersten italienischen Verbrecher in ihrer Gegend, die das Einschleusen von Zuwanderern in dem Bereich Michigans organisierten. Ihre größte Einnahmequelle war jedoch der Verkauf von illegalem Schnaps und auch Bier – vor allem in der italienischen Gemeinde. Die Adamo Brüder operierten im Verborgenen, wie die Mafiosi aus der alten Heimat – Sizilien –, und wurden erst etwa 1912 außerhalb von Detroits Little Italy durch die Strafverfolgungsbehörden als Bosse berüchtigt.

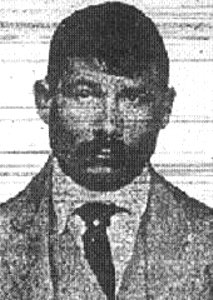
Antonino „Tony“ Giannola, Jr.

Eine weitere Mafiagang waren die aus Terrasini (Sizilien) eingewanderten Gianolla-Brüder. Der zweitgeborene der drei Brüder war Antonino „Tony“ Giannola, Jr. – eine natürliche charismatische Führungsperson. Sein jüngerer Bruder Salvatore „Sam“ Gianolla galt als sogenannter „Enforcer“ (Durchsetzer) der Familie, und der älteste und weiseste Bruder Gaetano fungierte als Consigliere (Berater) der Gruppe.

### Gianolla-Adamo Krieg
Zwischen 1912 und 1913 eskalierte eine Fehde zwischen den beiden Gangs. Die Gianolla-Brüder fühlten sich als Sieger des Konflikts, nachdem mehrere Tote aus den Reihen der Adamo-Bande zu beklagen waren. Im April 1913 wurden zwei Gianolla-Bandenmitglieder namens William Catalano und John Jervaso ermordet. Nach diesen Morden folgte eine Reihe weiterer Morde und Verhaftungen auf beiden Seiten. Die Auseinandersetzungen wurden vorübergehend gestoppt, als Vito Adamo und zwei seiner Mitarbeiter im August 1913 vor Gericht für den Mord an Gianolla’s Top-Mann Carlo Callego verurteilt wurden. Jedoch scheiterte nur wenig später ein Anschlag auf das Leben von Tony Giannola, Jr. In der zweiten Hälfte des Jahres 1913 schlugen die Gianollas indirekt, mit der Beseitigung von Gesellschafter und Berater Ferdinand Palma, zurück. Die Ära der Adamo-Brüder endete im November 1913, als Vito und Salvatore Adamo niedergeschossen wurden. Die Gianolla-Bande regierte während der nächsten 4 bis 5 Jahre auf höchster Ebene.

### Gianolla-Vitale Krieg

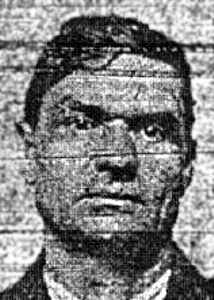
Giovanni „John“ Vitale

Während des Aufstiegs der Gianolla-Bande wurde der Mafioso Giovanni „John“ Vitale mit seinem Gefolge zu einem der zuverlässigsten und einflussreichsten Capos (Captain) der Organisation. Die Beziehung zwischen den Fraktionen von Gianolla und Vitale lief reibungslos, bis Peter Bosco – ein Geschäftspartner der Gianollas und auch Vertrauter von Vitale – auf den Befehl Tony Gianollas ermordet wurde. Die Tötung Boscos führte schließlich zu einem Konflikt zwischen den Gianollas und der Vitale-Gruppe und beendete deren Geschäftsbeziehungen. Der sogenannte darauffolgende "Gianolla-Vitale War" wurde als eine der blutigsten Schlachten in der Geschichte der Mafia aus Detroit bekannt. Die Vitale-Bande kämpfte erbittert und schlug am 3. Januar 1919 den ersten großen Schlag mit der Ermordung von Tony Gianolla. Mit der Beseitigung von Tony Gianolla wurde dessen Bruder Salvatore „Sam“ Gianolla das neue Oberhaupt der Mafia Detroits. Im Februar 1919 folgte ein gescheiterter Anschlag auf Salvatore; sein Schwager Pasquale D'Anna wurde jedoch dabei ermordet. Nur wenige Tage nach jenem Anschlag, dem Tag an dem D'Anna während seiner Beerdigung zur letzten Ruhe gebettet wurde, befahl Sam Gianolla das Hauptquartier von Vitale mit Kugeln zu durchlöchern. Niemand wurde getötet, aber John Vitale war durch die Flut von Kugeln so entnervt, dass er versehentlich einen der befragenden Polizisten angeschossen und verwundet hat, sodass Vitale verhaftet wurde. Etwa zwei Wochen später entsandte Sam Gianolla eine Gruppe von Schützen zum Wayne County Gefängnis, welche auf drei Assoziierte von Vitale die entweder zu Besuch waren oder entlassen wurden, das Feuer eröffneten. Bei den Opfern handelte es sich um Joe Vitale, Vito Renda und Salva Evola. Vitale und Evola überlebten, während Renda gerade lang genug am Leben blieb, um den Code der Omertà zu brechen und den Behörden aufzeigte, dass Sam Gianolla einer der Schützen war; Gianolla wurde in Arrest genommen und verurteilt, aber später freigesprochen.
Im Spätsommer 1919 wurde ein "sit-down" einberufen, um Vertretern beider Kriegsparteien die Möglichkeit zu geben, sich zu treffen. Darunter waren auch Sam Gianolla und John Vitale. Es sollte eine friedliche Lösung zur Beendigung des Konflikts gefunden werden, der bereits viele Menschenleben auf beiden Seiten gefordert hatte. Eine Unterweltlegende besagt, dass tatsächlich eine friedliche Lösung gefunden und ein "Friedenspakt" beschlossen wurde, den die Oberhäupter beider Parteien mit Blut niedergeschrieben und besiegelt haben sollen.
Mit dem Aufkommen der Prohibition und den lukrativen Geschäften die somit entstehen würden, planten wohl beide Gruppen im Vorfeld, sich größer und lukrativer zu organisieren, so dass trotz einer Friedensvereinbarung eine der beiden Parteien sich wohl oder übel unterordnen müsse. Am 2. Oktober 1919, einige Wochen vor der Verabschiedung des sogenannten „Volstead Act“, wurde Sam Gianolla nach einem Bankbesuch in einem Kugelhagel niedergeschossen und getötet. John Vitale wurde zum Hauptverdächtigen bei den Ermittlungen zur Ermordung von Gianolla; jedoch befand sich Vitale praktischerweise zur Tatzeit bei einem Meeting mit seinem Anwalt.

### Untergang von Vitale
Vitale war nun der mächtigste und einflussreichste Mafia-Boss in Detroit. Seine Amtszeit war jedoch nur von kurzer Dauer und endete, als er um 3:00 Uhr am Morgen des 2. Oktober 1920 durch 18 abgefeuerte Kugeln bei einem Drive-by-Shooting ermordet wurde. Niemand wurde jemals für den Mord an ihm angeklagt. Heute geht man davon aus, dass es ein Racheakt für ein von Vitale angeordnetes Drive-by-Shooting vom 10. August 1920 war. Bei der Tat wurde der mächtige Mafioso und neue Anführer der ehemaligen Gianolla Fraktion Giuseppe Manzello ermordet. Manzellos Anhänger wie Angelo Meli, Angelo Polizzi, Vito William „Bill“ Tocco, Joseph „Joe“ Zerilli und Leonardo Cellura waren sehr erbost und verlangten Rache an John Vitale.

### Während der Prohibition

#### Amtszeit von Catalanotte
Salvatore Catalanotte – ein charismatischer Capo und Präsident der von der Mafia unterwanderten Unione Siciliana – wurde in der Unterwelt von Detroit für seine Intelligenz und Diplomatie respektiert und war nach dem Mord an Manzello das mächtigste Mitglied der ehemaligen Gianolla Fraktion und seither als neues Oberhaupt der Mafia in Detroit anerkannt. Catalanotte bildete eine starke Allianz, welche als Westside Mob Detroit’s bekannt wurde und ernannte Angelo Meli zum neuen Anführer der Manzello Gruppe mit Bill Tocco und Joe Zerilli als dessen rechte Hand, welche als Eastside Mob bekannt wurde. Diese Kombination wurde wiederum als Pascuzzi Combine bekannt. Unter Catalanotte, kontrollierte die Organisation den Schnaps Schmuggel, Schwarzhandel, das Glücksspiel, die Prostitution, Drogen und weitere Geschäftsfelder.

#### Aufstieg von Milazzo
Gaspar Milazzo – ein einflussreicher Mafioso während der Prohibition – wurde 1887 geboren und war ursprünglich aus Castellammare del Golfo, Sizilien. Milazzo war ein treuer Verbündeter des Bonanno-Magaddino-Bonventre-Clans, welcher sich auf Sizilien in den frühen 1900er Jahren im Krieg mit dem Buccellato-Clans befand und im Jahr 1921 wurde er zusammen mit Stefano Magaddino – dem künftigen Boss der Buffalo Crime Family, wegen der angeblichen Beteiligung an einem Mord verhaftet und verlagerte anschließend seine Geschäfte nach Detroit. Bei dem Opfer handelte es sich um ein Mitglied des rivalisierenden Buccellato-Clans. Er etablierte sich als Mitglied des Eastside Mobs schnell als einer der mächtigsten und einflussreichsten Gangster in der Unterwelt Detroits und fungierte auch als Vermittler bei Streitigkeiten. Milazzo und Catalanotte wurden wenig später enge Geschäftspartner. Nachdem Catalanotte mit 36 Jahren im Februar des Jahres 1930 an den Folgen einer Lungenentzündung verstorben war, stellte Milazzo sich an die Spitze der Organisation.

#### Machtwechsel durch La Mare
Bis dahin hatte es etwa ein Jahrzehnt in der Mafia Detroits kaum größere Konflikte gegeben. Jedoch änderte sich die Situation durch den sogenannten Krieg von Castellammare, welcher zwar Großteils in New York City ausgetragen wurde, aber Einfluss auf Mafia-Aktivitäten im ganzen Land hatte. Milazzo und sein treuer Freund Magaddino unterstützten Salvatore Maranzano in diesem Konflikt gegen Joe Masseria, woraufhin Masseria versuchte über Cesare Lamare, welcher in Detroit Mitglied im Westside Mob war, Milazzo auszuspielen. Am 31. Mai 1930 sollten sich Lamare und Milazzo in einem Restaurant zu einem "sit-down" treffen. Während Milazzo und sein Fahrer Sam Parrino in einem privaten Bereich aßen, sprangen zwei mit Schrotflinten bewaffnete Männer aus einem Hinterzimmer und ermordeten beide.
Durch die Unterstützung von Masseria wurde Lamare der neue Kopf der Mafia in Detroit; ging jedoch in den Untergrund, während des circa ein Jahr andauernden Krieges zwischen den Banden der Eastside und Westside, der mehr als ein Dutzend Mafia-Mitglieder in Detroit das Leben kostete. La Mare wurde im Auftrag von Angelo Meli im Februar 1931 von zwei seiner eigenen Leute verraten und ihm wurde in den Rücken geschossen, als er mit ihnen in seinem Haus eintraf.

#### Detroit Partnership und Tocco
Der nun mächtigste Mann von der Eastside Gang, „Bill“ Tocco, verbündete sich zusammen mit seinen engsten Vertrauten Angelo Meli und „Joe“ Zerilli, mit Giovanni „John“ Priziola und Peter Joseph Licavoli; fünf Mafiosi die fortan auf einer Ebene als Gremium regierten. Statts Pascuzzi Combine, wurde die Mafia in Detroit nun auch als Detroit Partnership bekannt.
Als der Krieg von Castellammare endete, nachdem der heute berüchtigte Mobster Lucky Luciano, Maranzano und Masseria gegeneinander ausspielte und dies zu deren Ermordung führte, rief er mit den mächtigsten Oberhäuptern des Landes seine Vorstellung einer sogenannten Kommission der amerikanischen Mafia ins Leben. Zwei Wochen nach Masserias Tod verkündete Maranzano – selbsternannter „Capo di tutti i capi“ (Boss aller Bosse) – noch eine neue Organisationsstruktur der Mafia in den Vereinigten Staaten. Ab sofort sollte nun auch jede Familie einen offiziellen Boss, Underboss und Consigliere haben. Bill Tocco galt nun als Oberhaupt, Joe Zerilli als Unterboss und Angelo Meli als Consigliere der Familie. Toccos Herrschaft dauerte etwa 5 Jahre an, bis er im März 1936 wegen Steuerhinterziehung angeklagt wurde. Er trat aufgrund der juristischen Probleme zurück und Joe Zerilli wurde sein direkter Nachfolger. Trotz dessen, dass Tocco zu acht Jahren Gefängnis verurteilt wurde, blieb er bis zu seinem offiziellen Ruhestand im Jahr 1963, Zerillis Nummer zwei als Underboss.

### Zerilli Ära
Joseph „The old Man“ Zerilli, auch bekannt als „Joe Uno“ oder „Joe Z.“, würde die Familie während der nächsten 4 Jahrzehnte, bis zu seinem tod im Jahr 1977 führen; eine solch lange Amtszeit als offizieller Boss hatten in der Geschichte der amerikanischen Cosa Nostra neben ihm nur Stefano Magaddino aus Buffalo, New York, James Lanza aus San Francisco und Carmine Persico, Jr. von der Colombo-Familie aus New York City. Zerilli wurde einer der einflussreichsten und respektiertesten Mafia-Bosse in Amerika und hielt ab den frühen 1960er Jahren auch Sitz in der amerikanischen Mafia-Kommission. Joe Z. ging ab dem Jahr 1964 in den Halb-Ruhestand und ernannte seinen Sohn Anthony Joseph Zerilli, auch bekannt „Tony Z.“ zum amtierenden Boss; wurde jedoch 1974–1979 zusammen mit seinem Consigliere Giovanni Priziola inhaftiert und sein Vater übernahm während dieser Zeit, bis zu seinem Tod, wieder die vollständige Leitung.

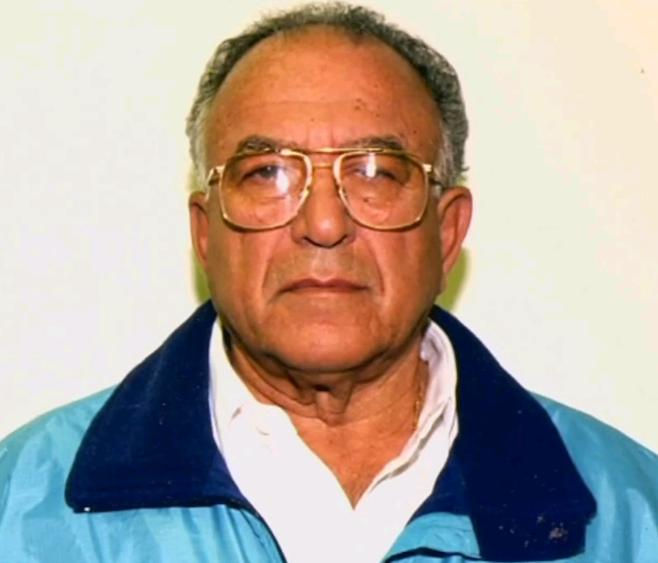
Giacomo „Black Jack“ William Tocco

### Toccos Regime, bis heute
Mit dem Ableben von Joe Z. wurde Giovanni Priziola der neue Kopf der Familie. Priziola ernannte
Giacomo „Black Jack“ William Tocco – Sohn des ehemaligen Bosses „Black Bill“ aus den frühen 1930er Jahren und Protegé von Joe Z. – zum amtierenden Boss, Tony Z. zum Underboss und Raffaele Quasarano – Anführer der "Partinico Fraktion" – zum Consigliere der Familie. Priziola verstarb 1979 im Alter von 84 Jahren und „Black Jack“ Tocco wurde sein offizieller Nachfolger. In den frühen 1980er Jahren ernannte Black Jack seinen Bruder Anthony Joseph Tocco, auch bekannt als „Tony T.“, zum neuen Consigliere der Familie. Aufgrund dieser Kombination, bzw. dem Tocco-Zerilli Regime, sprach man später neben Detroit Partnership, auch von Detroit Combination. 

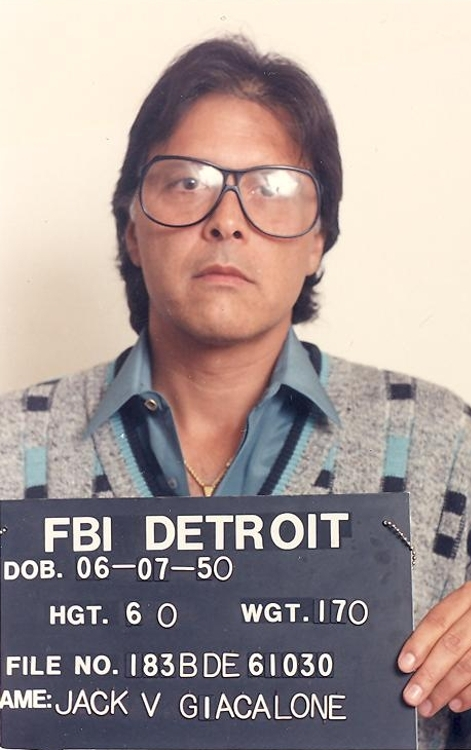
Jack Vito „Jackie the Kid“ Giacalone

Black Jack Tocco ging zu Beginn der Jahrtausendwende in den Halb-Ruhestand und ernannte Jack Vito Giacalone, auch bekannt als „Jackie the Kid“ zum Street Boss. Im Jahr 2008 wurde Tony Z. von Tocco degradiert sowie in den Ruhestand gezwungen und Joseph Mirabile an seiner Stelle als neuer Underboss eingesetzt. Giacomo William Tocco starb am 14. Juli 2014 eines natürlichen Todes.
Nach Toccos Ableben wurde Jack Giacalone das neue Oberhaupt der Familie. Er ernannte Anthony La Piana, auch bekannt als „Chicago Tony“ zu seinem Underboss und Anthony Palazzolo, auch bekannt als „Tony Pal“ zum neuen Consigliere. Als neuer Street-Boss wurde Peter Tocco alias „Petey Specs“ eingesetzt. Petey Specs ist ein Neffe von „Black Jack“ William Tocco.
Die Detroit Partnerschaft blieb bis heute weitgehendst stabil und wird noch immer als äußerst einflussreiche und kriminelle Organisation im Bundesstaat Michigan betrachtet. Die meisten ihrer Mitglieder sind durch Blut oder Heirat miteinander verwandt; was es außenstehenden, einschließlich den Strafverfolgungsbehörden erschwert, Informationen über sie zu gewinnen.

## Historische Führung

### Oberhaupt der Familie
Nicht immer ist das Oberhaupt einer Familie so eindeutig zu identifizieren; insbesondere, wenn durch eine Haftstrafe ein anderes Familienmitglied in den Vordergrund rückt. Die Betrachtung von außen macht es nicht immer einfach, ein neues Oberhaupt als solches zu erkennen bzw. dessen genaue Amtszeit festzustellen. Außerdem scheint sich gewissermaßen ein Präsidialsystem durchzusetzen; d. h. das Oberhaupt verlagert seine Macht mehr auf einen sogenannten „acting boss“ und/oder „street boss“, die ihrerseits wiederum das Oberhaupt als solches weiter anerkennen, auch wenn es zum Beispiel in Haft sitzen sollte.
| Zeitraum   | Name                   | Spitzname       | Lebenszeit | Todesursache                   | Anmerkung                         |
| ---------- | ---------------------- | --------------- | ---------- | ------------------------------ | --------------------------------- |
| 1908–1913  | Vito Adamo             |                 | 1883–1913  | am 24. November 1913 ermordet  |                                   |
| 1913–1919  | Antonino Giannola, Jr. | Tony            | 1878–1919  | am 3. Januar 1919 ermordet     | Täter: Tony Alescio               |
| 1919–1919  | Salvatore Gianolla     | Sam             | 1889–1919  | am 2. Oktober 1919 ermordet    | Bruder von Antonino Giannola, Jr. |
| 1919–1920  | Giovanni Vitale        | John            | 1876–1921  | am 28. September 1920 ermordet |                                   |
| 1920–1930  | Salvatore Catalanotte  | Sam             | 1894–1930  | Lungenentzündung               |                                   |
| 1930–1930  | Gaspar Milazzo         | The Peacemaker  | 1887–1930  | am 31. Mai 1930 ermordet       |                                   |
| 1930–1931  | Cesare Lamare          | Chester         | 1884–1931  | am 7. Februar 1931 ermordet    | Auftraggeber: Angelo Meli         |
| 1931–1936  | Vito William Tocco     | Black Bill      | 1897–1972  | Herzinfarkt                    | zurückgetreten / wurde Underboss  |
| 1936–1977  | Joseph Zerilli         | Joe the old Man | 1897–1977  | natürlicher Tod                |                                   |
| 1977–1979  | Giovanni Priziola      | Papa John       | 1893–1979  | natürlicher Tod                |                                   |
| 1979–2014  | Giacomo William Tocco  | Black Jack      | 1927–2014  | natürlicher Tod                | 1998–2001 inhaftiert              |
| 2014–heute | Jack Vito Giacalone    | Jackie the Kid  | 1950–heute |                                |                                   |

Acting Boss
- 1964–1974: Anthony Joseph „Tony Z.“ Zerilli; 1974–1979 inhaftiert; wurde 1977 Underboss
- 1977–1979: Giacomo „Black Jack“ William Tocco; wurde 1979 Boss

Street Boss (Front Boss)
- 2002–2014: Jack Vito „Jackie the Kid“ Giacalone; wurde 2014 Boss
- 2014–heute: Peter „Petey Specs“ Tocco; Neffe von Giacomo William Tocco

### Underboss der Familie
Der Underboss ist die Nummer zwei in der Verbrecher-Familie, er ist der stellvertretende Direktor des Syndikats. Er sammelt Informationen für den Boss, gibt Befehle und Instruktionen an die Untergebenen weiter. In Abwesenheit des Bosses führt er die Organisation an.
| Zeitraum   | Name                   | Spitzname       | Lebenszeit | Todesursache    | Anmerkung            |
| ---------- | ---------------------- | --------------- | ---------- | --------------- | -------------------- |
| 1931–1936  | Joseph Zerilli         | Joe the old Man | 1897–1977  | natürlicher Tod | wurde 1936 Boss      |
| 1936–1963  | Vito William Tocco     | Black Bill      | 1897–1972  | Herzinfarkt     | war bis 1936 Boss    |
| 1963–1972  | Peter Joseph Licavoli  |                 | 1902–1984  | Herzinfarkt     |                      |
| 1972–1977  | Peter Vitale           | Bozzi           | ????–1997  | natürlicher Tod | zurückgetreten       |
| 1977–2008  | Anthony Joseph Zerilli | Tony Z.         | 1927–2015  | natürlicher Tod | 1974–1979 inhaftiert |
| 2008–2014  | Joseph Mirabile        | Joe Hooks       |            |                 | zurückgetreten       |
| 2014–heute | Anthony La Piana       | Chicago Tony    | 1943–heute |                 |                      |

Acting Underboss
- 2002–2008: Vito William „Billy Jack“ Giacalone; *1923–2012

### Consigliere der Familie
Auf derselben Ebene wie der Underboss steht der Consigliere, der Berater der kriminellen Familie. Es handelt sich meist um ein älteres Mitglied der Familie, das in seiner kriminellen Karriere die Stellung des Bosses nicht erreicht und sich nun teilweise von der aktiven kriminellen Tätigkeit zurückgezogen hat. Er berät den Boss und den Underboss und hat dadurch einen beträchtlichen Einfluss und erhebliche Macht.
| Zeitraum   | Name                  | Spitzname | Lebenszeit | Todesursache    | Anmerkung                        |
| ---------- | --------------------- | --------- | ---------- | --------------- | -------------------------------- |
| 1931–1969  | Angelo Meli           |           | 1897–1969  | natürlicher Tod |                                  |
| 1969–1977  | Giovanni Priziola     | Papa John | 1893–1979  | natürlicher Tod | wurde 1977 Boss                  |
| 1977–1981  | Raffaele Quasarano    | Jimmy Q.  | 1910–2001  | natürlicher Tod | 1981–1985 inhaftiert             |
| 1981–1993  | Michael Santo Polizzi | Big Mike  | 1924–1997  | natürlicher Tod |                                  |
| 1993–2008  | Anthony Joseph Tocco  | Tony T.   | 1924–2012  | natürlicher Tod | Bruder von Giacomo William Tocco |
| 2008–2014  | Dominic Bommarito     | Uncle Dom |            |                 |                                  |
| 2014–heute | Anthony Palazzolo     | Tony Pal  |            |                 |                                  |

## Verwandtschaft innerhalb der Organisation
| Name                                 | Lebenszeit | Verwandtschaft innerhalb der Organisation |
| ------------------------------------ | ---------- | --- |
| Vito William „Black Bill“ Tocco      | 1897–1972  | Vater von Giacomo William Tocco und Anthony Joseph Tocco / Schwager von Joseph Zerilli                                                                     |
| Anthony Joseph „Tony T.“ Tocco       | 1924–2012  | Sohn von Vito William Tocco / Bruder von Giacomo William Tocco / Schwiegersohn von Giuseppe „Joseph“ Profaci / Cousin 1. Grades von Anthony Joseph Zerilli |
| Giacomo „Black Jack“ William Tocco   | 1927–2014  | Sohn von Vito William Tocco / Bruder von Anthony Joseph Tocco / Onkel von Peter Tocco und Anthony La Piana / Cousin 1. Grades von Anthony Joseph Zerilli   |
| Nove Tocco                           |            | Cousin von Giacomo William Tocco / Enkelsohn von Joseph Zerilli                                                                                            |
| Peter „Petey Specs“ Tocco            |            | Neffe von Giacomo William Tocco |
| Anthony „Chicago Tony“ La Piana      | 1943–heute | Neffe von Giacomo William Tocco |
| Joseph „Joe Z.“ Zerilli              | 1897–1977  | Vater von Anthony Joseph Zerilli / Schwager von Vito William Tocco / Großvater von Nove Tocco                                                              |
| Anthony Joseph „Tony Z.“ Zerilli     | 1927–2015  | Sohn von Joseph Zerilli / Cousin 1. Grades von Giacomo William Tocco und Anthony Joseph Tocco                                                              |
| Anthony Joseph „Tony Jack“ Giacalone | 1919–2001  | Bruder von Vito William Giacalone / Vater von Anthony Giacalone, Jr. und Joseph Giacalone / Onkel von Jack Vito Giacalone                                  |
| Vito William „Billy Jack“ Giacalone  | 1923–2012  | Bruder von Anthony Joseph Giacalone / Vater von Jack Vito Giacalone / Onkel von Anthony Giacalone, Jr. und Joseph Giacalone                                |
| Jack Vito „Jackie the Kid“ Giacalone | 1950–heute | Sohn von Vito William Giacalone / Neffe von Anthony Joseph Giacalone / Cousin von Anthony Giacalone, Jr. und Joseph Giacalone                              |
| Anthony „Fat Tony“ Giacalone, Jr.    |            | Sohn von Anthony Joseph Giacalone / Bruder von Joseph Giacalone / Neffe von Vito William Giacalone / Cousin von Jack Vito Giacalone                        |
| Joseph „Joey Jack“ Giacalone         |            | Sohn von Anthony Joseph Giacalone / Bruder von Anthony Giacalone, Jr. / Neffe von Vito William Giacalone / Cousin von Jack Vito Giacalone                  |

## Filme und Dokumentationen
- 1999: Bonanno: A Godfather’s Story; Gaspar Milazzo wird gespielt von Ralph Santostephano.